# Viella Libreria Editrice
Viella Libreria Editrice, nota come Viella, è una casa editrice italiana specializzata in storia, arte e filologia e che pubblica circa 100 titoli all'anno su questi argomenti.
Gestisce e ha gestito numerose collane, tra cui la Biblioteca di Studi romanzi (curata da Roberto Antonelli), La Memoria restituita: fonti per la storia delle donne (curata da Marina Caffiero e Manola Ida Venzo), Cliopoli (curata da Marco Folin), una collana propria dell'Unione femminile nazionale, una collana dell'Istituto nazionale Ferruccio Parri (diretta da Paolo Pezzino), La corte dei papi (diretta dal 1997 da Agostino Paravicini Bagliani), La memoria restituita (curata da Marina Caffiero e Manola Ida Venzo), Ludica: collana di storia del gioco (a cura della Fondazione Benetton Studi Ricerche), Opere di Gioacchino da Fiore: testi e strumenti (a cura del Centro internazionale di studi gioachimiti), Storia delle donne e di genere (a cura della Società italiana delle storiche) e Studia Humanitatis (collana di studi della Pontificia accademia di latinità).
Si occupa inoltre della pubblicazione di alcune riviste di settore, tra cui Genesis (fondata nel 2002 dalla Società italiana delle storiche), Il mestiere di storico (curata dalla Società Italiana per lo Studio della Storia Contemporanea), Ludica. Annali di storia e civiltà del gioco (curata dal 1995 in collaborazione con Fondazione Benetton Studi Ricerche), Studj romanzi. Nuova serie (derivata da Rivista di filologia romanza, fondata da Ernesto Monaci) e la rivista Critica del testo (fondata da Roberto Antonelli nel 1998).

## Alcuni riconoscimenti
- (2021) Premio Acqui Storia (ex aequo) per Fra servitù e servizio. Storia della leva in Italia dall’Unità alla Grande Guerra, autore Marco Rovinello.[20]
- (2021) Premi Letterari e Giornalistici del CONI, Sezione Saggistica, per Giochi Diplomatici. Sport e politica estera nell’Italia del secondo dopo guerra, ed. Fondazione Benetton Studi Ricerche/Viella, autore Nicola Sbetti.[21]
- (2018) Premio SISSCO Opera Prima, Il mito di Pio IX. Storia di un papa liberale e nazionale, autore Ignazio Veca.[22]
- (2012) Premio Procida-Isola di Arturo-Elsa Morante, Le porte della storia, autrice Genoveffa Palumbo.[23]

## Alcune pubblicazioni
- Alessandro Barbero, Un'oligarchia urbana. Politica ed economia a Torino fra Tre e Quattrocento, Roma, Viella, 1995, ISBN 8885669379.[24]
- Francesco Benigno e Luca Succimarra, Simboli della politica, 1ª edizione 2010, Viella, ISBN 9788883342301.[25]
- Francesco Benigno, Parole nel tempo - un lessico per pensare la storia, 2013, Viella, ISBN 9788867280049.[26]
- Joan Wallach Scott e Maria Bucur, Genere, politica, storia, Viella, 2013, ISBN 9788867280025.[27]
- André Vauchez, Esperienze religiose nel Medioevo, Viella, 2003, ISBN 9788883340888.[28]